# Calophasia linariae
Calophasia linariae là một loài bướm đêm trong họ Noctuidae. Loài này sinh sản ở Thụy Điển.